# Thisizima sedilis
Thisizima sedilis är en fjärilsart som beskrevs av Edward Meyrick 1907. Thisizima sedilis ingår i släktet Thisizima och familjen äkta malar. Inga underarter finns listade i Catalogue of Life.